# Argynnis tarquinius
Argynnis tarquinius är en fjärilsart som beskrevs av Curtis 1835. Argynnis tarquinius ingår i släktet Argynnis och familjen praktfjärilar. Inga underarter finns listade i Catalogue of Life.